# Monique Bégin
Pour les articles homonymes, voir Begin.
 (septembre 2023).
Si vous disposez d'ouvrages ou d'articles de référence ou si vous connaissez des sites web de qualité traitant du thème abordé ici, merci de compléter l'article en donnant les références utiles à sa vérifiabilité et en les liant à la section « Notes et références ».
Monique Bégin, née à Rome le 1er mars 1936 et morte le 8 septembre 2023 à Ottawa, est une professeure, femme politique canadienne et féministe.

## Biographie
Née à Rome d’un père canadien et d’une mère belge, Monique Bégin passe son enfance en France et au Portugal avant d'émigrer au Canada à la fin de la Seconde Guerre mondiale. Elle est titulaire d'une maîtrise en sociologie de l'Université de Montréal et d'un doctorat de la Sorbonne. 

### La pensée féministe
Monique Bégin est d'abord impliquée comme bénévole dans un sous-comité de la Commission des écoles catholiques de Montréal. Puis c'est comme vice-présidente de la Fédération des femmes du Québec au côté de Thérèse Casgrain que Monique Bégin défend les droits des femmes en commission parlementaire. Peu de temps après, elle est appelée pour le poste de secrétaire générale de la Commission royale d'enquête sur la situation de la femme au Canada sous la direction de Florence Bird. 167 recommandations sont formulées dans ce rapport qui est encore aujourd'hui une référence au Canada comme à l'étranger. 

### Carrière politique
Monique Bégin se présente aux élections de 1972 et devient députée de Saint-Michel pour le Parti libéral du Canada. Comme simple députée, elle siège au Comité permanent de la Santé et Affaires sociales de la Chambre des communes. 
Réélue en 1974 et dans Saint-Léonard—Anjou en 1979 et en 1980, elle ne se représente pas en 1984. 
Vers la fin des années 1960, elle s'intéresse au revenu annuel garanti. Ce projet meurt lors de son entrée au Conseil des ministres en septembre 1976. 
Dans le cabinet Trudeau, elle est ministre du Revenu national de 1976 à 1977, de la Santé et du Bien-être social de 1977 à 1979 et de 1980 à 1984. Un des grands succès de sa carrière ministérielle est le crédit d'impôt pour enfant. Le crédit d'impôt de 200 dollars de 1978 est remodelé en 1988, 1993 et 1998 et s'appelle maintenant la prestation fiscale pour enfants (PFCE).
On doit aussi à Monique Bégin des réformes en faveur des personnes âgées pour les sortir de la pauvreté. Parmi ces réformes, il y a l'augmentation du supplément de revenu garanti des pensionnés vivants seuls et le partage des crédits du Régime de pensions de la sécurité de la vieillesse du Canada en cas de divorce ou de séparation en 1978. 
À la veille des élections générales de septembre 1984, Monique Bégin annonce qu'elle quitte la vie politique. 

### Carrière universitaire
Monique Bégin commence sa carrière universitaire comme professeure invitée à l'Université Notre-Dame, à South Bend, Indiana puis, en septembre 1985, elle enseigne un an à l'Université McGill. 
Elle se joint en 1986 aux universités d'Ottawa et de Carleton en 1986 pour fonder la chaire en études des femmes. Elle développe des cours pour couvrir « Femmes et santé »; « Femmes et politiques sociales » et « Femmes et pouvoir politique » dans les deux universités. 
En juillet 1990, elle devient doyenne de la nouvelle Faculté des sciences de la santé de l'Université d'Ottawa avec un mandat de sept ans
De 1998 à 2010, elle intègre le programme de maîtrise en gestion de services de santé. Elle participe au développement du programme de Master of Science in Health Systems. 

## Distinctions
- 1996 - Membre de la Société royale du Canada
- 1997 - Officier de l'ordre du Canada[9]
- 2015 - Prix du Gouverneur général en commémoration de l'affaire « personne »[10]

## Archives
Il y a un fonds Monique Bégin à Bibliothèque et Archives Canada. 